# Josef Růzha
Josef Růzha (17. prosince 1911 – ???) byl český a československý politik Československé strany socialistické a poúnorový poslanec Národního shromáždění ČSR.

## Biografie
V roce 1948 se uvádí jako berní tajemník a člen krajského předsednictva ČSS, bytem Mimoň. Po únorovém převratu v roce 1948 patřil k frakci tehdejší národně socialistické strany loajální vůči Komunistické straně Československa, která v národně socialistické straně převzala moc a proměnila ji na Československou socialistickou stranu coby spojence komunistického režimu. Zároveň se ovšem v roce 1949 stal v rámci ČSS osobou, která věděla o ilegální odbojové činnosti národně socialistických politiků v tuzemsku i exilu a byl neformálním vedoucím této skupiny.
Ve volbách roku 1948 byl zvolen do Národního shromáždění za ČSS ve volebním kraji Liberec. Mandát získal i ve volbách v roce 1954 (volební obvod Liberec). V parlamentu zasedal do konce funkčního období, tedy do voleb v roce 1960. K roku 1954 se profesně uvádí jako tajemník Krajského výboru ČSS.